# مقاطعة ليتشر (كنتاكي)
مقاطعة ليتشر (بالإنجليزية: Letcher County)‏ هي إحدى المقاطعات في ولاية كنتاكي في الولايات المتحدة الأمريكية.

## أعلام
- مارتن فان بيرن بيتس